# Hermann Bertram
Hermann Bertram (* 16. September 1900 in Köthen; † 30. September 1949 in Leipzig) war ein deutscher Maler.

## Leben und Werk
Bertram studierte an der Kunstgewerbe- und Handwerkerschule Magdeburg und von 1924 bis 1927 an der Akademie für Graphische Künste in Leipzig und arbeitete dann in Leipzig als freischaffender Künstler, vor allem als Landschaftsmaler und Lithograph. Er wohnte in der heutigen Manetstraße 5. Bertram hielt sich mehrfach auf Rügen auf und schuf dort Bilder, von denen sich einige auf der Insel in Privatbesitz befinden. 
In der Zeit des Nationalsozialismus war Bertram Mitglied der Reichskammer der bildenden Künste.

## Werke (Auswahl)
- Am Kölpinsee (Kreidezeichnung; 1946/1947 ausgestellt auf der Ausstellung „Mitteldeutsche Kunst“)
- Winter auf der Elbe (Kreidezeichnung; 1946/1947 ausgestellt auf der Ausstellung „Mitteldeutsche Kunst“)
- Schloss Ramstedt (Tafelbild, Öl; im Bestand des Museums Schloss Wolmirstedt)[2]
- Fischerboote am Haff (Kohle, 1938)
- Straßenbild mit Ruinen (Pastell, 1945/46)

## Ausstellungsbeteiligungen (mutmaßlich unvollständig)
- 1934: Dresden, Sächsische Kunstausstellung
- 1936: München („Die Straßen Adolf Hitlers in der Kunst“)
- 1937: Leipzig, Museum der bildenden Künste („7. Große Leipziger Kunstausstellung. Leipziger Künstler unserer Zeit“)
- 1938/1939: Leipzig, Leipziger Kunstverein („Jahresschau Leipziger Künstler“)
- 1946/1947: Leipzig, Museum der bildenden Künste („Mitteldeutsche Kunst“)[3]
- 1947: Leipzig, Museum der bildenden Künste  („Malerei der Gegenwart“)[4]